# Lauenen
Lauenen är en ort och kommun i distriktet Obersimmental-Saanen i kantonen Bern, Schweiz. Kommunen har 850 invånare (2023).